# 出光音楽賞
出光音楽賞（いでみつおんがくしょう）は、出光興産が主催する音楽賞。「題名のない音楽会」開始25周年を記念して1990年に制定され、年間を通じて顕著な活動を行った将来有望な若手・新進音楽家の活動を支援することを目的とする。

## 概要
原則として、クラシック音楽部門の作曲、演奏、学術研究等を対象とするが、育成の観点から意欲、素質、将来性などに重きを置き、原則として30歳以下の若手音楽家、3〜5名が選出される。主として日本に在住し活動している音楽家が対象。受賞者には海外研修等の支援として300万円が贈られる。2010年以後受賞者は3名になっている。

## 選考委員
《第33回受賞者の決定時点》
- 秋山和慶（指揮）
- 池辺晋一郎（作曲）
- 石田一志（音楽評論家）
- 海野義雄（ヴァイオリン）
- 木村かをり（ピアノ）
- 木村俊光（声楽）

## 受賞者
《2023年度（2024年、第33回）までの出典：》
- 第01回（1990年度）　伊東乾（作曲）、柿沼唯（作曲）、勝部太（バリトン）、豊嶋泰嗣（ヴァイオリン）、沼尻竜典（指揮）
- 第02回（1991年度）　坂井千春（ピアノ）、佐渡裕（指揮）、夏田昌和（作曲）、原田節（オンドマルトノ）、向山佳絵子（チェロ）
- 第03回（1992年度）　小野隆浩（音響デザイン）、猿谷紀郎（作曲）、竹澤恭子（ヴァイオリン）、吉村七重（二十絃箏）、若林顕（ピアノ）
- 第04回（1993年度）　菅英三子（ソプラノ）、須川展也（サクソフォン）、長木誠司（学術研究）、戸田弥生（ヴァイオリン）
- 第05回（1994年度）　オーケストラ・アンサンブル金沢（大賞）、大西順子（ジャズ・ピアノ）、村治佳織（ギター）、矢部達哉（ヴァイオリン）
- 第06回（1995年度）　白井光子（大賞、メゾ・ソプラノ）、権代敦彦（作曲）、曽根麻矢子（チェンバロ）、二村英仁（ヴァイオリン）
- 第07回（1996年度）　大野和士（大賞、指揮）、樫本大進（ヴァイオリン）、児玉桃（ピアノ）、浜田理恵（ソプラノ）
- 第08回（1997年度）　伊左治直（作曲）、木ノ脇道元（フルート）、小沼純一（学術研究）、竹松舞（ハープ）、永野英樹（ピアノ）
- 第09回（1998年度）　梯剛之（ピアノ）、佐藤美枝子（ソプラノ）、福井敬（テノール）、西本智実（指揮）、斉藤充正（学術研究）
- 第10回（1999年度）　井原秀人（バリトン）、岩野裕一（学術研究）、庄司紗矢香（ヴァイオリン）、鈴木大介（ギター）、古部賢一（オーボエ）
- 第11回（2000年度）　大井浩明（ピアノ）、村中大祐（指揮）、森麻季（ソプラノ）
- 第12回（2001年度）　岡田将（ピアノ）、下野竜也（指揮）、藤村実穂子（メゾ・ソプラノ）
- 第13回（2002年度）　望月京（作曲）、ジョン・健・ヌッツォ（テノール）、神尾真由子（ヴァイオリン）
- 第14回（2003年度）　川久保賜紀（ヴァイオリン）、中嶋彰子（ドイツ語版）（ソプラノ）、松永貴志（ジャズ・ピアノ）
- 第15回（2004年度）　佐藤俊介（ヴァイオリン）、中野翔太（ピアノ）、横坂源（wikidata）（チェロ）
- 第16回（2005年度）　亀井良信（クラリネット）、木下美穂子（ソプラノ）、田村響（ピアノ）
- 第17回（2006年度）　菊池洋子（ピアノ）、小菅優（ピアノ）、小山祐幾（フルート）
- 第18回（2007年度）　大萩康司（ギター）、小出稚子（作曲）、米元響子（ヴァイオリン）
- 第19回（2008年度）　日下紗矢子（ヴァイオリン）、篠崎和子（ハープ）、谷口睦美（メゾソプラノ）
- 第20回（2009年度）　荒絵理子（オーボエ）、河村尚子（ピアノ）、三浦文彰（ヴァイオリン）、宮田大（チェロ）
- 第21回（2010年度）　片岡リサ（箏）、南紫音（ヴァイオリン）、山田和樹（指揮）
- 第22回（2011年度）　金子三勇士（ピアノ）、塚越慎子（マリンバ）、萩原麻未（ピアノ）
- 第23回（2012年度）　黒川侑（wikidata）（ヴァイオリン）、西村悟（テノール）、福士マリ子（ファゴット）
- 第24回（2013年度）　小林美樹（ヴァイオリン）、成田達輝（ヴァイオリン）、挾間美帆（ジャズ作曲）
- 第25回（2014年度）　周防亮介（wikidata）（ヴァイオリン）、本條秀慈郎（三味線）、三浦一馬（バンドネオン）
- 第26回（2015年度）　川瀬賢太郎（指揮）、薮田翔一（作曲）、山根一仁（ヴァイオリン）
- 第27回（2016年度）　荒木奏美（オーボエ）、小林沙羅（ソプラノ）、反田恭平（ピアノ）
- 第28回（2017年度）　上野耕平（サクソフォン）、岡本侑也（チェロ）、辻彩奈（wikidata）（ヴァイオリン）
- 第29回（2018年度）　牛田智大（ピアノ）、郷古廉（ヴァイオリン）、今野玲央（箏）
- 第30回（2019年度）　佐藤晴真（チェロ）、服部百音（ヴァイオリン）、藤田真央（ピアノ）
- 第31回（2021年度[注釈 1]）　上野通明（チェロ）、岡本誠司（ヴァイオリン）、小林愛実（ピアノ）
- 第32回（2022年度）　亀井聖矢（ピアノ）、阪田知樹（ピアノ）、森野美咲（ソプラノ）
- 第33回（2023年度）　戸澤采紀（ヴァイオリン）、前田妃奈（ヴァイオリン）、務川慧悟（ピアノ）